# Anima Christi
Anima Christi är en gammal katolsk bön till Jesus Kristus. Den är från början av 1300-talet. Påven Johannes XXII berikade den med avlat i 1330.
Bönen är välkänd men dess författare är okänd. Man har länge trott att den var Ignatius av Loyolas verk.
James Mearns, en engelsk hymnolog, hittade bönen i en handskrift från ca 1370 på British Museum. Kardinalen Pierre de Luxembourg, som dog 1387, hade en bönbok med bönen i nästan samma form som vi känner den idag. Bönen hittades också inristade på en av portarna av Alcázar i Sevilla, vilket tar oss till tiden av Peter I av Kastilien (1350-1369).
Jean-Baptiste Lully har komponerad en motett som heter Anima Christi.

## Text
| Latin | Svenska |
| --- | --- |
| Anima Christi, sanctifica me. Corpus Christi, salva me. Sanguis Christi, inebria me. Aqua lateris Christi, lava me. Passio Christi, conforta me. O bone Jesu, exaudi me. Intra tua vulnera absconde me. Ne permittas me separari a te. Ab hoste maligno defende me. In hora mortis meae voca me. Et iube me venire ad te, Ut cum Sanctis tuis laudem te. In saecula saeculorum. Amen. | Kristi ande, helga mig. Kristi lekamen, fräls mig. Kristi blod, upptänd mig. Vattnet ur Kristi sida, rena mig. Kristi lidande, styrk mig. O gode Jesus, bönhör mig. I dina sår du gömme mig. Från dig må intet skilja mig. För den onde fienden beskydda mig. Uti min dödsstund kalla mig. Och låt mig komma hem till dig, att jag må lova och prisa dig med dina helgon evinnerligt. Amen. |